# Lisa Tomaschewsky
Lisa Tomaschewsky (n. 22 de julio de 1988) es una modelo y actriz de cine y televisión alemana. Es principalmente conocida por su papel en las serie de televisión Deutschland 83.

## Carrera profesional
Tomaschewsky creció en Glückstadt y asistió a la escuela cooperativa integral en Elmshorn (KGSE). A la edad de 14 años, comenzó a modelar, inicialmente sin el conocimiento de sus padres. En la escuela terminó su diploma de escuela secundaria.
Al principio, Lisa Tomaschewsky también se mantuvo a flote con trabajos secundarios y se mudó a Hamburgo a la edad de 18 años. Después de eso, fue contratada por la agencia de modelos Elite Models en Milán. Entre otras cosas, apareció frente a la cámara para las compañías Triumph International, Tommy Hilfiger y Mexx. En varias campañas retrató la "cara de la marca". En febrero de 2009, Tomaschewsky fue la "Playmate del Mes" de la revista Playboy.

## Filmografía
- 2011: Verbotene Liebe
- 2011: Hut in the Woods
- 2013: Küstenwache – (Episodio: "Miss Ostsee")
- 2013: Polizeiruf 110 – (Episodio: "Laufsteg in den Tod")
- 2013: The Girl with Nine Wigs
- 2014: Audrey
- 2014: Frühlingsgeflüster
- 2014: SOKO Leipzig
- 2015: Alles Verbrecher – (Episodio: "Leiche im Keller")
- 2015: Die Wallensteins
- 2015: Deutschland 83
- 2016: Verrückt nach Fixi
- 2017: Robin Schulz – OK (feat. James Blunt)